# Link Access Procedure for Frame Relay
Link Access Procedure for Frame Relay, LAPF (anglicky) je síťový komunikační protokol linkové vrstvy pro rozlehlé sítě Frame Relay.
LAPF je odvozeno od protokolu SDLC firmy IBM, který tvoří vrstvu 2 sady protokolů SNA (System Network Architecture) firmy IBM. Protokol SDLC vyvinutý kolem roku 1975 posloužil jako inspirace pro další protokoly linkové vrstvy, které zaručují bezchybný přenos rámců ve správném pořadí; kromě LAPF formálně definovaného v doporučení Q.922 Mezinárodní telekomunikační unie je to LAPB pro protokolový zásobník X.25, LAPM pro protokol V.42 pro modemy a LAPD pro protokolový zásobník ISDN.
V sítích Frame Relay LMI (Local Management Interface) se zprávy dopravují ve variantách LAPF rámců.

## Formát rámců
Formát LAPF rámce vychází z HDLC:
| Flag   | Adresní pole     | Řídicí pole    | Data                             | FCS             | Flag   |
| ------ | ---------------- | -------------- | -------------------------------- | --------------- | ------ |
| 8 bitů | 8 nebo více bitů | 8 nebo 16 bitů | Proměnná délka, 0 nebo více bitů | 16 nebo 32 bitů | 8 bitů |

Flag, bit stuffing a výpočet FCS jsou stejné jako u HDLC. Linková připojení jsou rozlišena pomocí hodnoty DLCI (Data link connection identifier), která je přenášena v adresním poli rámce.
Mechanismus rozšířených adres z HDLC umožňuje, aby LAPD používalo vícebytové adresní pole: nejnižší bit (EA) každého bytu v adresním poli signalizuje, zda následuje další oktet adresy; hodnota 0 znamená, že adresní pole pokračuje; hodnota 1 signalizuje, že se jedná o poslední oktet rozšířené adresy. Délka adresního pole u Frame Relay je 2 až 4 B; v nejčastějším případě má délku 2 byty s následující strukturou:
| DLCI   | C/R   | EA    | DLCI   | FECN  | BECN  | DE    | EA    |
| ------ | ----- | ----- | ------ | ----- | ----- | ----- | ----- |
| 6 bitů | 1 bit | 1 bit | 4 bity | 1 bit | 1 bit | 1 bit | 1 bit |

Význam jednotlivých polí je následující:
| Zkratka | Název                                     | Význam |
| ------- | ----------------------------------------- | --- |
| DLCI    | Data Link Connection Identifier           | Číslo identifikující připojení. |
| C/R     | Command/Response                          | Určuje, zdali jde o příkaz (C) nebo odpověď (R). Hodnota je určena aplikací. |
| FECN    | Forward Explicit Congestion Notification  | Bit nastavuje odesílající strana při zahlcení. |
| BECN    | Backward Explicit Congestion Notification | Bit nastavuje příjimací strana jako žádost o snížení přenosové rychlosti |
| DE      | Discard Eligibility Indicator             | Datové jednotky s touto sadou příznaků mohou být při přetížení zahozeny. Tento příznak je nastaven přepínačem Frame Relay poskytovatele, jakmile je dosaženo zakoupeného objemu dat. Příznak může být také nastaven zákazníkem a zákazníkovi tak umožňuje přenášet vybraná data i při zatěžovacích situacích. |
| EA      | Address Field Extension Bit               | Pokud je tento příznak nulový, znamená to, že následuje další oktet (bajt) adresního pole; pokud je EA=1, znamená to, že jde o poslední oktet adresního pole. |